# Педофагія

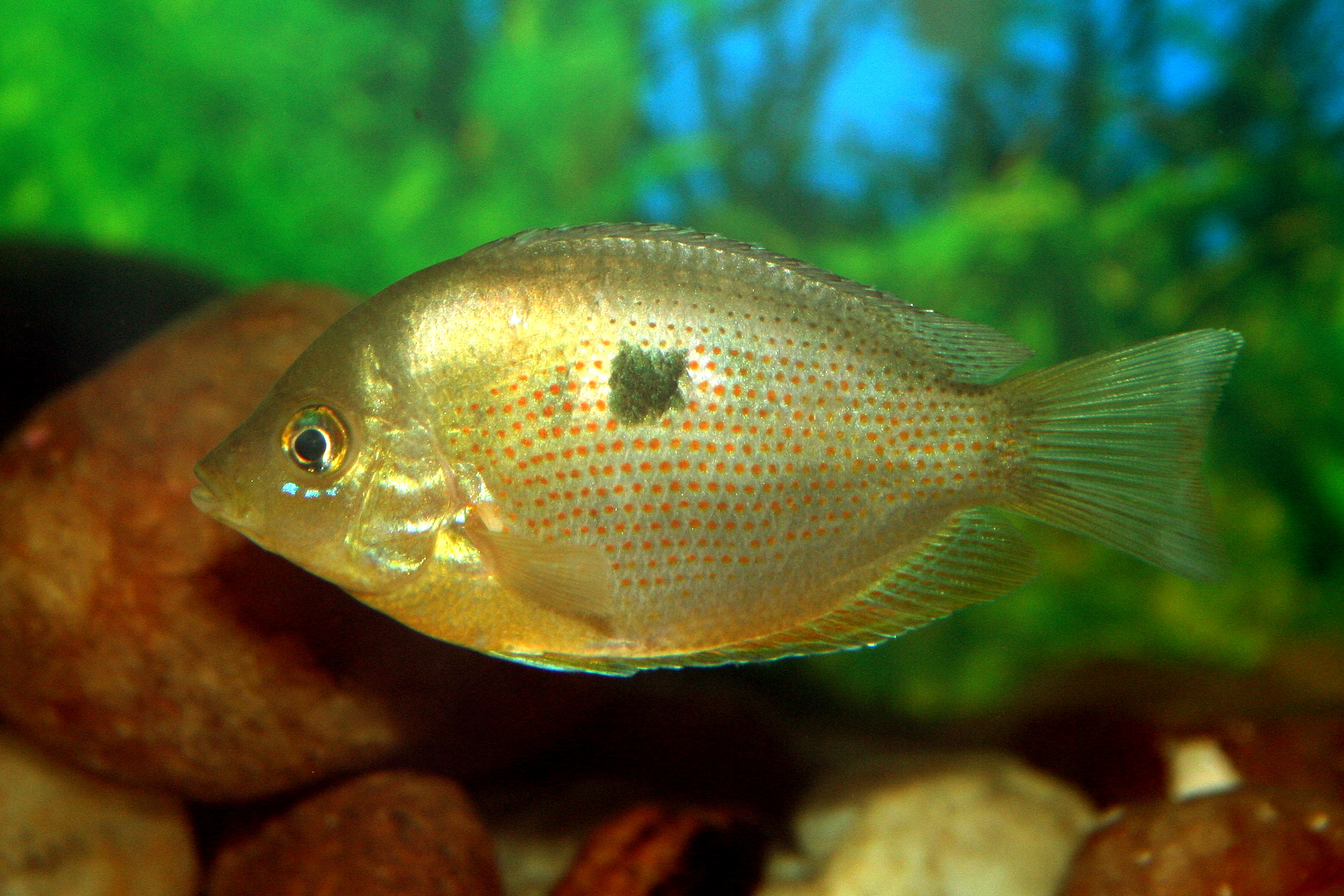
Pseudetroplus maculatus харчується яйцями

Педофагія (буквально означає «споживання дітей») у своїй загальній формі — це харчова поведінка риби чи інших тварин, раціон яких частково або переважно складається з яєць або личинок інших тварин. Однак П. Х. Грінвуд, який першим описав педофагію, визначає її як харчову поведінку, яка розвивається серед цихлід.

## Середовище
Педофагія зустрічається у риб озера Вікторія в Африці, яке загалом налічує 200–300 видів, але щодо педофагів відомо, що він містить 8 видів. Озеро Малаві в Африці має загалом 500–1000 видів, але педофагів лише кілька видів. Інші озера, які містять педофагів, уключають озера Едвард і озеро Джордж, обидва в Африці, і кожне містить лише один вид педофагів. З озера Малаві є різні види цихлід, які виявляють педофагію, до них належать риби з родів Caprichromis, Hemitaeniochromis і Naevochromis. В озері Танганьїка види роду Haplotaxodon і Greenwoodochromis bellcrossi також можуть застосовувати таку стратегію живлення.